# Cognome & nome
Cognome & nome è un programma televisivo italiano settimanale di approfondimento del TG LA7, in onda di sabato alle 20:40 a partire dal 14 ottobre 2006.
Si tratta di un programma di interviste, in cui quattro protagonisti della politica, dell'economia, della scienza, della cronaca, dello spettacolo o dello sport si raccontano davanti alle telecamere.
La caratteristica di Cognome & nome, curato da Paola Palombaro, è che nell'intervista non si sente mai la voce del giornalista che fa le domande.